# Ondernemer
Een ondernemer (ook: zakenman, zakenvrouw of entrepreneur) is eenieder die economische activiteiten ontplooit met winstoogmerk, gebruikmakend van eigen (of geleend) vermogen.

## Criteria
In Nederland gelden voor de verplichting tot inschrijving bij de Kamer van Koophandel en voor de omzetbelasting (btw) dezelfde criteria:
- Er worden goederen of diensten geleverd.
- De ondernemer vraagt meer dan een symbolische vergoeding voor de goederen of diensten.
- De ondernemer neemt deel aan het normale economische verkeer en doet dat ook geregeld (duurzaamheid).
- Er is een organisatie van arbeid en kapitaal.
- Er is meer dan één opdrachtgever/afnemer (zelfstandigheid)
- De ondernemer heeft de vrijheid om de werkzaamheden naar eigen inzicht te verrichten

In twijfelgevallen neemt de KvK ook nog in aanmerking hoeveel tijd men in de onderneming steekt. Dat moet in principe minstens 15 uur per week zijn.
Voor de Wet inkomstenbelasting 2001 is winst uit onderneming een van de soorten arbeidsinkomsten, te onderscheiden van loon en resultaat uit overige werkzaamheden. Er gelden de volgende eisen:
Winst makenHet bedrijf moet op een zekere termijn winst maken. Dat hoeft niet meteen de eerste twee jaar maar is uiteindelijk wel een harde eis. Een ondernemingsplan kan helpen de winstkansen duidelijk te maken.
Ondernemersrisico lopenDe ondernemer moet het risico lopen dat hij geen omzet meer heeft.
Openbaarheid en zichtbaarheidDe onderneming moet zichtbaar zijn in het maatschappelijk verkeer door promotie en publiciteit.
Minimaal drie opdrachtgevers of afnemersDe verhouding tussen de opdrachten is daarbij voor freelancers van belang. Als 90% van de inkomsten van één opdrachtgever komt, en de rest van twee, is mogelijk niet aan de eis voldaan. Het kan helpen als hiervoor ook andere mensen ingezet kunnen worden en/of de uren bijvoorbeeld wisselend zijn.
Voordeel vergeleken met resultaat uit overige werkzaamheden is de MKB-winstvrijstelling. Als aan het urencriterium is voldaan gelden aanvullende voordelen.
In het kader van het starten als zelfstandige vanuit de WW gebruikt deze wet de formulering "werkzaamheden in de uitoefening van een bedrijf of in de zelfstandige uitoefening van een beroep". De minister heeft toegelicht dat bij de beoordeling of er sprake is van werkzaamheden als zelfstandige wordt gekeken of de persoon:
- een reëel economisch bedrijfsrisico loopt
- ingeschreven staat bij de Kamer van Koophandel
- voor meer opdrachtgevers werkt; over eigen bedrijfsmiddelen beschikt
- een zodanige organisatie heeft opgebouwd dat hij niet meer gezien kan worden als iemand die slechts zijn arbeidskracht productief maakt

Zie ook Aanvragen VAR.

## Aspecten van het ondernemerschap

### Risico
Het wezenlijke kenmerk van het ondernemerschap is dat iemand ondernemer wordt op eigen risico, het ondernemersrisico. Als het goed gaat dan plukt hij de vruchten van het door hem opgezette bedrijf en als het niet goed gaat lijdt hij verlies en loopt hij het risico dat zijn bedrijf ten onder gaat, soms door een faillissement. Er zijn juridische constructies zoals een bv waarmee de ondernemer zijn risico kan verkleinen teneinde niet zijn gehele vermogen in de waagschaal te stellen. Om een lening te krijgen voor zijn bv stelt een directeur-grootaandeelhouder zich soms echter persoonlijk garant. In dat geval is zijn risico dus groter.

### Aanleg
Of men ondernemen kan leren, of dat het een persoonlijkheidskenmerk is, daarover verschillen de meningen. Wat kan gebeuren is dat men door de omgeving wordt geremd in het ontwikkelen van het ondernemerschap. Scholen, van basisonderwijs tot hoger onderwijs, passen hun lesstof aan om ondernemerschap te bevorderen. Dit proces wordt gesteund door initiatieven als "Onderwijs onderneemt", "Team academie", "Ondernemende basisscholen", "Jong ondernemen" en het "Entreprenasium".

## Juridische ondernemingsvormen
Een onderneming kan in Nederland de vorm hebben van een eenmanszaak, een vennootschap onder firma (vof), een maatschap, een coöperatie of een vennootschap met een in aandelen verdeeld kapitaal, zoals de besloten vennootschap (bv) of de naamloze vennootschap (nv). Een alternatief voor een onderneming is een stichting.
In België kan men kiezen uit de volgende ondernemingsvormen: de eenmanszaak, een besloten vennootschap met beperkte aansprakelijkheid (bvba), een eenpersoonsvennootschap met beperkte aansprakelijkheid (evba, afgeleid van een bvba), een naamloze vennootschap (nv), een coöperatieve vennootschap met beperkte (cvba) of onbeperkte (cvoa) aansprakelijkheid, een gewone commanditaire vennootschap (Comm.V), een commanditaire vennootschap op aandelen (Comm.VA), een vennootschap onder firma (vof) of in de vorm van een vereniging zonder winstoogmerk (vzw). Alles met betrekking tot de onderneming wordt geregeld in het Wetboek Vennootschappen en de uitvoeringsbesluiten (Koninklijk Besluiten).

## Juridische aspecten
Naar het huidige Nederlandse civiele recht bevindt de directeur-grootaandeelhouder (DGA) zich in een met een werknemer vergelijkbare positie. Het Nederlandse sociale verzekeringsrecht heeft eigen criteria voor het als werknemer aangemerkt worden. Het fiscale recht kwalificeert de DGA soms als werknemer (inkomstenbelasting), soms als ondernemer (omzetbelasting), en er is box 2.

## Zelfstandig ondernemer
Met het begrip zelfstandig ondernemer kan men zowel een handelaar als een ambachtsman, als iemand met een vrij beroep aanduiden.

### Wettelijke verplichtingen specifiek voor de handelaar
Een handelaar is iemand die daden van koophandel stelt (= kopen en verkopen met de bedoeling winst te maken) en dit doet in hoofdberoep of in bijberoep (om handelaar te kunnen zijn in bijberoep moet men minstens nog voor 50% ergens in dienstverband werken).
Een handelaar moet aan volgende wettelijke verplichtingen voldoen:
1. Het moet een natuurlijke of een rechtspersoon zijn.
2. Een handelaar moet bekwaam zijn: meerderjarig (>18 jaar)
3. De handelaar moet daden van koophandel stellen en dit moet met de bedoeling zijn om winst te maken. Deze daden van koophandel worden opgesomd in het Wetboek van Koophandel, bijvoorbeeld:
  - Aan- en verkoop van voedingswaren en goederen
  - Nijverheidsondernemingen
  - Vervoerondernemingen
  - Banken en verzekeringsmaatschappijen
  - Verrichtingen van zeehandel
4. De handelsdaden moeten, hoofdzakelijk of aanvullend, regelmatig verricht worden: continuïteit is dus bepalend
5. De ambulante handelaar (verkoop in het openbaar) moet een leurderskaart hebben.

### Wettelijke verplichtingen in Nederland
1. Als men een onderneming wil opstarten (ook vrije beroepen), dan is inschrijving bij de Kamer van Koophandel verplicht.
2. Bij de Kamer van Koophandel kunt u zich zowel inschrijven in het Handelsregister als in de administratie van de Belastingdienst

(Gemeenschappelijke Inschrijving).
1. De onderneming dient een boekhouding bij te houden waar alle financiële transacties van de onderneming worden bijgehouden
2. Indien wettelijk voorgeschreven dient de onderneming te voldoen aan alle vergunningseisen.
3. Op alle correspondentie (ook e-mail) die een onderneming naar buiten voert, dient het inschrijfnummer van de Kamer van Koophandel en btw-nummer vermeld te worden.

### Wettelijke verplichtingen in België
1. De zelfstandige moet een zichtrekening hebben
2. Hij/zij moet zich bij een ondernemingsloket als handelaar of ambachtsman laten inschrijven in de Kruispuntbank van Ondernemingen. Het inschrijvingsnummer heet ondernemingsnummer, geldt ook als btw-nummer en moet op alle documenten vermeld worden.
3. Voor gereglementeerde beroepen (bijvoorbeeld in de bouw) moeten eerst de ondernemersvaardigheden bewezen worden. Die vaardigheden bestaan uit de basiskennis van het bedrijfsbeheer, en de beroepsbekwaamheid als het gaat over een gereglementeerd beroep.
4. De ondernemer moet zijn ondernemingsnummer laten activeren als btw-nummer.
5. Alle bedrijfsactiviteiten moeten bijgehouden worden in een boekhouding
6. De zelfstandige moet zich aansluiten bij een sociaal verzekeringsfonds (binnen 90 dagen) en een ziekenfonds (binnen 60 dagen)
7. Voor sommige zelfstandige activiteiten is een vergunning nodig
8. De ondernemer mag alleen gebruikmaken van het decimale stelsel van maten en gewichten, die om de 4 jaar moeten geijkt worden
9. Geschikte naam voor de onderneming kiezen
10. Gekozen hebben voor een bepaalde ondernemingsvorm: eenmanszaak, bvba, nv etc.
11. Een vestigingsplaats kiezen
12. Trouwboekje en huwelijksovereenkomst. Als de ondernemer een ander huwelijksvermogenstelsel heeft dan het wettelijke, moet hij een uittreksel van het huwelijkscontract afgeven bij inschrijving in het ondernemingsloket.
  - Het huwelijksstelsel moet bekendgemaakt worden, omdat mensen die handel drijven met deze handelaar moeten weten welke waarborgen de handelaar heeft en wat beschikbaar is bij een mogelijk faillissement
  - Een ondernemer kan best een huwelijkscontract aangaan met scheiding van goederen:zodat de privégoederen niet kunnen verkocht worden bij een eventueel faillissement

### Rechten handelaar
De handelaar heeft 4 rechten:
1. Geschillen worden behandeld voor de gespecialiseerde ondernemingsrechtbank, per arrondissement. Dit heeft volgende voordelen:
  - Een vluggere behandeling
  - Rechter bijgestaan door handelaars
  - Als bewijsstukken gelden voornamelijk boekhouding en handelsdocumenten
2. Als de handelaar zijn verplichtingen niet meer kan nakomen kan hij een uitstel van betaling bekomen
3. Als de handelaar bij een faillissement geen belangrijke fout maakte, kunnen de schuldeisers hem niet vervolgen en krijgt de handelaar een nieuw financieel leven.
4. De handelaar is beschermd tegen oneerlijke praktijken van concurrenten, bijvoorbeeld merknaam deponeren, uitvindingen breveteren.

## Hulp van de Nederlandse overheid bij financiering
Een kleine ondernemer kan soms op basis van het Besluit Bijstandverlening Zelfstandigen krediet krijgen. 
Ook is er de Regeling van de Minister van Economische Zaken van 3 december 2008, nr. WJZ/8187684, houdende vaststelling van subsidie-instrumenten op het terrein van starten, groeien en overdragen van ondernemingen (Subsidieregeling starten, groeien en overdragen van ondernemingen) met als onderdeel Borgstelling MKB-kredieten (BMBK).